# کارمن ویانس
کارمن ویانس (اسپانیایی: Carmen Viance‎؛ ۲۱ ژوئن ۱۹۰۵ – ۲۴ ژوئیه ۱۹۸۵) هنرپیشه اهل اسپانیا بود که در بین سال‌های ۱۹۲۴ و ۱۹۴۳ در بیست فیلم، از جمله فیلم صامت زنان مندز در ۱۹۲۷، ظاهر شد.